# Earl Thomson
Earl Thomson   (Birch Hills, 15 de febrer de 1895 - Oceanside, 19 d'abril de 1971) va ser un atleta canadenc, especialista en els 110 metres tanques, que va competir a començaments del segle xx.
Nascut a Saskatchewan, amb tan sols 8 anys es traslladà a viure a Califòrnia, on el clima càlid era millor per a la seva mare. Allà estudià a la Long Beach Polytechnic High School i començà a destacar en diverses proves d'atletisme. El 1916 es va allistar a Royal Canadian Air Force, on va servir durant la Primera Guerra Mundial. En acabar la guerra va estudiar a la Universitat del Sud de Califòrnia i a la Universitat de Dartmouth, on es va graduar el 1922.
El 1918 guanyà els campionats de l'AAU de tanques i el 1920 va establir un nou rècord del món dels 110 metres tanques amb un temps de 14,4". Aquest rècord es mantindria vigent fins al 1931, tot i que fou igualat diverses vegades. El 1920 va prendre part en els Jocs Olímpics d'Anvers, on disputà la prova dels 110 metres tanques del programa d'atletisme. En ella guanyà la medalla d'or en superar en la final als estatunidencs Harold Barron i Frederic Murray. El 1921 va igualar el seu rècord mundial, alhora que guanyava els campionats de l'AAU, IC4A i NCAA. Es va retirar després del seu tercer títol de l'AAU, el 1922, però continuà vinculat a l'atletisme, exercint d'entrenador de l'equip de l'Acadèmia Naval dels Estats Units durant 36 anys.
El 1955 fou incorporat al Canada's Sports Hall of Fame.

## Millors marques
- 110 metres tanques. 14.4"(1917)